# Żmijakowate

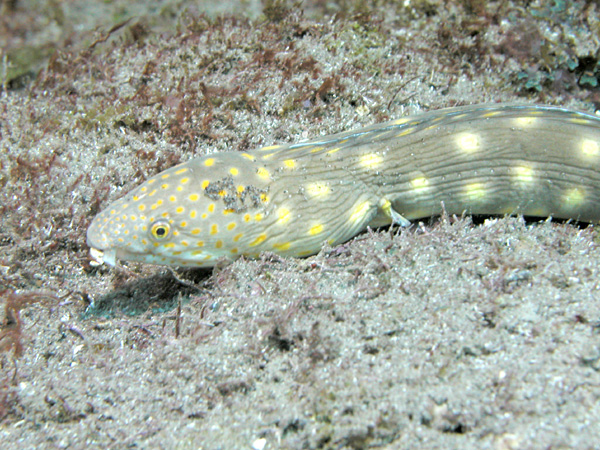
Myrichthys breviceps

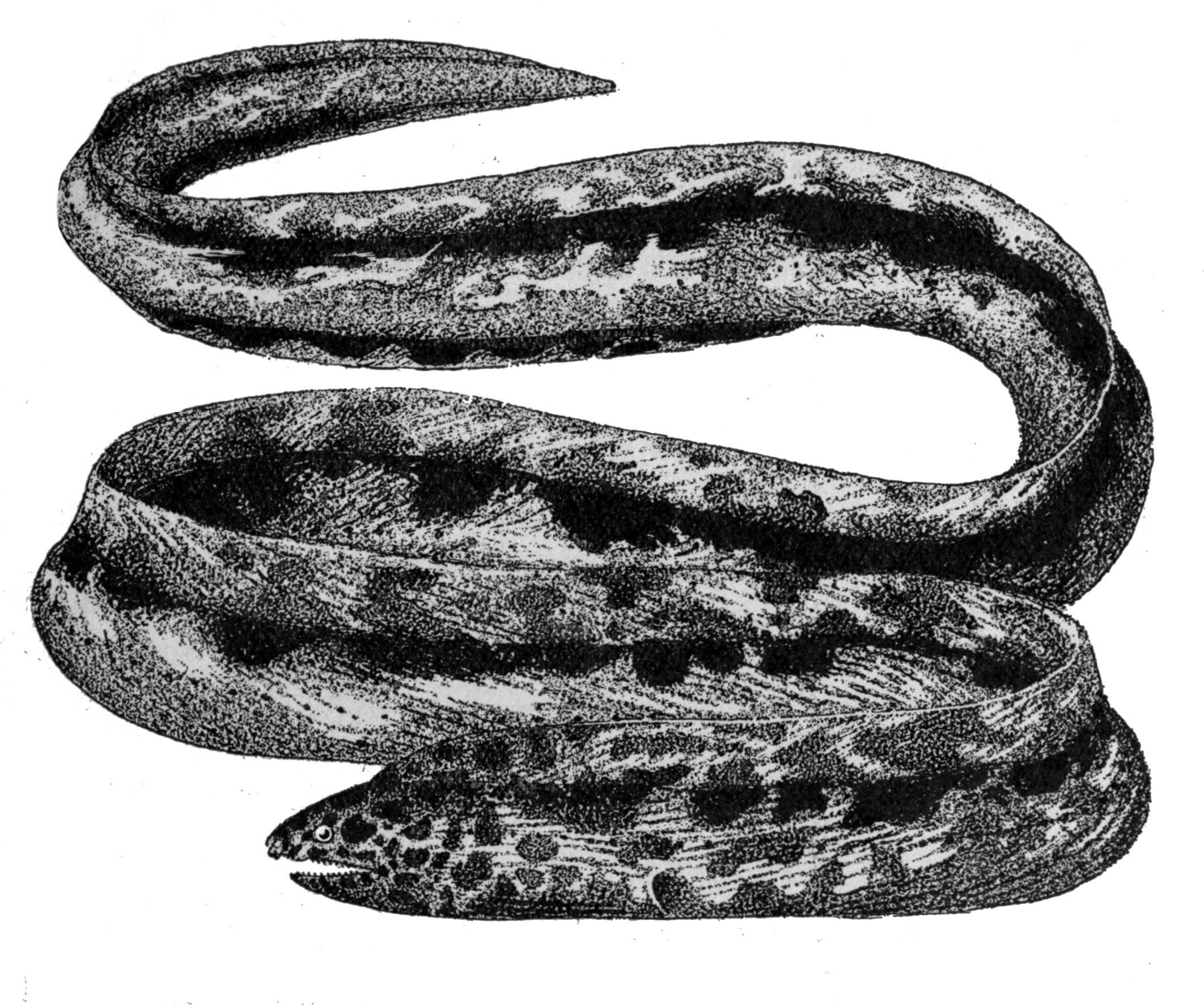
Callechelys marmorata

Żmijakowate, wężorybowate (Ophichthidae) – rodzina ryb, najliczniejsza w gatunki w rzędzie węgorzokształtnych (Anguilliformes). Nie mają znaczenia użytkowego.

## Zasięg występowania
Przybrzeżne wody morskie, słodkie i słonawe strefy tropikalnej i umiarkowanej. Zajmują różnorodne siedliska – od mulistych estuariów po rafy koralowe – oraz różne głębokości, od płytkich wód przybrzeżnych do 800 m p.p.m., a nawet głębiej. Większość spotykana jest jednak w wodach o głębokości mniejszej niż 200 m. Ryby z rodzaju Benthenchelys są typowo pelagiczne.

## Cechy charakterystyczne
Ciało bardzo wydłużone, cienkie, często kontrastowo ubarwione. Niektóre gatunki mają ubarwienie podobne do węży morskich występujących na tym samym obszarze. Długa płetwa grzbietowa, u przedstawicieli podrodziny Ophichthinae brak płetwy ogonowej. Płetwy brzuszne małe lub nie występują. Przedstawiciele rodzajów Apterichtus, Cirricaecula i Ichthyapus nie mają żadnych płetw. 
Żmijakowate wykorzystują ostro zakończony ogon do szybkiego zakopywania się w dnie. Niektóre gatunki uważano za pasożyty, ponieważ znajdowano je w jamie brzusznej większych drapieżników. Okazało się jednak, że próbując się wydostać ostrym ogonem przebijały ścianę żołądka napastnika. 
Żmijakowate żywią się bezkręgowcami i małymi rybami. Aktywne w nocy, w ciągu dnia kryją się w dostępnych kryjówkach lub zagrzebują w piaszczystym lub mulistym dnie. Larwy typu leptocefal.

## Klasyfikacja
Do rodziny żmijakowatych należą dwie podrodziny: 
- Myrophinae Kaup, 1856
- Ophichthinae Günther, 1870

Znany z eocenu rodzaj:
- †Goslinophis[8]